# Pescantina
Pescantina é uma comuna italiana da região do Vêneto, província de Verona, com cerca de 12.405 habitantes. Estende-se por uma área de 19,66 km², tendo uma densidade populacional de 653 hab/km². Faz fronteira com Bussolengo, Pastrengo, San Pietro in Cariano, Sant'Ambrogio di Valpolicella, Verona.

## Demografia
| Variação demográfica do município entre 1861 e 2011                               |
|                                                                                   |
| Fonte: Istituto Nazionale di Statistica (ISTAT) - Elaboração gráfica da Wikipedia |